# Cyberwatch
Cyberwatch est une société française qui édite des logiciels de sécurité informatique.
Créée en 2015 par Maxime Alay-Eddine, Philippe Mas, Florian Wininger et Oscar Mas, Cyberwatch propose des produits de gestion des vulnérabilités et de la conformité.

## Histoire
Cyberwatch présente ses services pour la première fois lors de l'édition 2015 du Forum International de la Cybersécurité. L'entreprise est alors incubée à Sciences Po et propose un logiciel de détection et correction des vulnérabilités.
En 2019, Cyberwatch fait partie des projets retenus par le programme "Innov'up leader PIA" de la région Île-de-France. En 2021, Cyberwatch est lauréat du Grand défi Cyber.
Le 7 juin 2022, Framatome annonce l'acquisition de Cyberwatch pour renforcer son positionnement dans le domaine de la cybersécurité.

## Écosystème
Cyberwatch contribue à plusieurs initiatives de l'écosystème de la cybersécurité en France : Cyberwatch est membre d'Hexatrust, de l'Alliance pour la Confiance Numérique, du CLUSIF, et participe à des projets libres comme le scanner de vulnérabilités web Wapiti ou le dictionnaire de mots de passe Richelieu,.
En 2020, à la suite de la crise du Covid-19 à l'appel du secrétaire d’État au numérique Cédric O, Cyberwatch met à disposition une offre gratuite pour aider les entreprises dans leur veille sur les vulnérabilités.
Dans le cadre du Comité Stratégique de Filière Industries de Sécurité, Cyberwatch s'implique dans la création de la Journée autonomie et souveraineté numérique.